# Lyngemadssjön (naturreservat)
Lyngemadssjön är ett naturreservat om omfattar naturen omkring sjön Lyngemadssjön i Jönköpings och Vaggeryds kommuner i Småland.
Reservatet är skyddat sedan 2007 och är 165 hektar stort. Det är beläget öster om Hokasjön cirka 3 mil söder om Jönköping och består mest av naturskog, äldre barrblandskog, skogbevuxen myr, sjö och öar.
I reservatet växer barrskog med många mycket gamla tallar och granar. I skogen trivs många fågelarter och där växer flera ovanliga mossor, till exempel vedtrappmossa, långfliksmossa och stubbspretmossa. Vid Lyngemadssjön häckar bland andra storlom, fiskgjuse, drillsnäppa och kricka. Under sommaren är rastande vadare en vanlig syn, till exempel gluttsnäppa och skogssnäppa. Sjön är en uppdämning av Hästgångsån.
I reservatet finns en 2,5 kilometer lång strövstig.